# Väster-Lillsjön
Väster-Lillsjön är en insjö som ligger mellan Ålåssjön och Storåbränna i Krokoms kommun i Jämtland och ingår i Indalsälvens huvudavrinningsområde. Sjön har en area på 0,195 kvadratkilometer och ligger 401,5 meter över havet. Sjön avvattnas av vattendraget Lillån. Dess motsats i kommunen är Öster-Lillsjön. I länet finns det ytterligare en motsats, Öster-Lillsjön i Bräcke kommun.

## Delavrinningsområde
Väster-Lillsjön ingår i det delavrinningsområde (708816-144872) som SMHI kallar för Mynnar i Väster-Lillsjön. Medelhöjden är 413 meter över havet och ytan är 0,77 kvadratkilometer. Räknas de 7 avrinningsområdena uppströms in blir den ackumulerade arean 27,8 kvadratkilometer. Lillån som avvattnar avrinningsområdet har biflödesordning 4, vilket innebär att vattnet flödar genom totalt 4 vattendrag innan det når havet efter 263 kilometer. Avrinningsområdet består mestadels av skog (75 procent). Avrinningsområdet har 0,19 kvadratkilometer vattenytor vilket ger det en sjöprocent på 25,3 procent.